# Primera Liga de Eslovenia 2023-24
La Primera Liga de Eslovenia 2023-24 fue la edición número 33 de la Primera Liga de Eslovenia. La temporada comenzó el 22 de julio de 2023 y terminó el 19 de mayo de 2024.
Olimpija Ljubljana es el campeón defensor luego de obtener su tercer título.

## Formato
Los diez equipos participantes jugaron entre sí todos contra todos cuatro veces totalizando treinta y seis partidos cada uno, al término de la fecha treinta y seis el primer clasificado obtuvo un cupo para la Primera ronda de la Liga de Campeones 2024-25, mientras que el segundo y tercer clasificado obtuvieron un cupo para la Primera ronda de la Liga Europa Conferencia 2024-25. Por otro lado el último clasificado descendió a la Segunda Liga 2023-24, mientras que el noveno clasificado jugaría el Play-off de relegación contra el segundo clasificado de la Segunda Liga 2023-24 para determinar cual de los dos jugaría en la Primera Liga de Eslovenia 2024-25.
Un cupo para la Primera ronda de la Liga Europa 2024-25 fue asignado al campeón de la Copa de Eslovenia.

## Ascensos y descensos
| Pos. | Descendidos de Primera Liga 2022-23 |
| ---- | ----------------------------------- |
| 9.º  | Gorica                              |
| 10.º | Tabor Sežana                        |

| Pos. | Ascendidos de Segunda Liga 2022-23 |
| ---- | ---------------------------------- |
| 1.º  | Rogaška                            |
| 2.º  | Aluminij                           |

## Equipos participantes
Tabor Sežana fue descendido luego de terminar último la pasada temporada, Gorica también perdió la categoría al ser derrotado en la promoción de permanencia por el Aluminij. Rogaška fue promovido de la Segunda División como campeón.
| Equipos            | Ciudad          | Estadio                       | Capacidad |
| ------------------ | --------------- | ----------------------------- | --------- |
| Aluminij           | Kidričevo       | Aluminij Sports Park          | 1,200     |
| Bravo              | Liubliana       | Šiška Sports Park             | 2,308     |
| Celje              | Celje           | Estadio Z'dežele              | 13,059    |
| Domžale            | Domžale         | Domžale Sports Park           | 3,100     |
| Koper              | Koper           | Stadion Bonifika              | 4,047     |
| Maribor            | Maribor         | Ljudski vrt                   | 11,709    |
| Mura               | Murska Sobota   | Fazanerija City Stadium       | 4,506     |
| Olimpija Ljubljana | Liubliana       | Estadio Stožice               | 16,038    |
| Radomlje           | Domžale         | Domžale Sports Park           | 3,100     |
| Rogaška            | Rogaška Slatina | Rogaška Slatina Sports Center | 1,000     |

## Clasificación
| Pos. | Equipo             | Pts. | PJ | G  | E  | P  | GF | GC | Dif. | Clasificación 2024–25                      |
| ---- | ------------------ | ---- | -- | -- | -- | -- | -- | -- | ---- | ------------------------------------------ |
| 1    | Celje (C)          | 79   | 36 | 24 | 7  | 5  | 75 | 34 | +41  | Primera fase de la Liga de Campeones       |
| 2    | Maribor            | 67   | 36 | 19 | 10 | 7  | 67 | 35 | +32  | Primera fase de la Liga Europa             |
| 3    | Olimpija Ljubljana | 64   | 36 | 18 | 10 | 8  | 69 | 44 | +25  | Segunda fase de la Liga Europa Conferencia |
| 4    | Bravo              | 50   | 36 | 12 | 14 | 10 | 42 | 42 | 0    | Primera fase de la Liga Europa Conferencia |
| 5    | Koper              | 48   | 36 | 12 | 12 | 12 | 51 | 49 | +2   |                                            |
| 6    | Mura               | 43   | 36 | 11 | 10 | 15 | 42 | 55 | −13  |                                            |
| 7    | Domžale            | 43   | 36 | 13 | 4  | 19 | 52 | 60 | −8   |                                            |
| 8    | Rogaška (D)        | 36   | 36 | 10 | 6  | 20 | 37 | 64 | −27  | Descenso a Segunda Liga                    |
| 9    | Radomlje           | 33   | 36 | 7  | 12 | 17 | 33 | 51 | −18  |                                            |
| 10   | Aluminij (D)       | 31   | 36 | 8  | 7  | 21 | 37 | 72 | −35  | Descenso a Segunda Liga                    |

Actualizado a los partidos jugados el 19 de mayo de 2024.
 Fuente: PrvaLiga
Criterios de clasificación: Puntos · Puntos uno-a-uno · Diferencia de gol uno-a-uno · Goles marcados uno-a-uno · Diferencia de gol · Goles marcados
Notas:
1. ↑  El Maribor se clasificó a la Liga Europa a través de su participación en liga, debido a que el campeón de la Copa de Eslovenia, el Rogaška, no obtuvo la licencia de la UEFA para participar en la competición europea.
2. 1 2  El Rogaška perdió la categoría al no conseguir la licencia para participar en la Primera Liga la siguiente temporada. En consecuencia la promoción de permanencia fue cancelada, por lo que el Radomlje mantuvo su plaza en la máxima categoría del fútbol esloveno.[4]

## Goleadores
Actualizado el 12 de mayo de 2024.
| Pos. | Jugador                | Equipo             | Goles |
| ---- | ---------------------- | ------------------ | ----- |
| 1    | Arnel Jakupovic        | Maribor            | 17    |
| 1    | Aljoša Matko           | Celje              | 17    |
| 3    | Hillal El Arbi Soudani | Maribor            | 15    |
| 4    | Matej Poplatnik        | Bravo              | 11    |
| 5    | Rui Pedro              | Olimpija Ljubljana | 10    |
| 5    | Patrik Mijić           | Rogaška            | 10    |